# Akira Yamaoka
Akira Yamaoka (山岡晃 Yamaoka Akira; Niigata, 6 febbraio 1968) è un polistrumentista e compositore giapponese, noto per essere l'autore della colonna sonora della serie videoludica horror Silent Hill.

## Biografia

### Studi
Yamaoka ha studiato alla fine degli anni ottanta nella Tokyo Art College ed è entrato ufficialmente nella software house giapponese Konami il 21 settembre 1993 dopo aver passato un periodo come compositore freelance.
È attualmente compositore insidiato presso Grasshoper Interactive di Gōichi Suda.

### Carriera
I suoi primi lavori musicali passano quasi inosservati: Sparkster per SNES e Sega Mega Drive, International Superstar Soccer per SNES, Kensei: Sacred Fist per PlayStation, Road Rage per PlayStation, ha composto un brano per il gioco musicale Dance Dance Revolution 2ndRemix per poi salire alla ribalta con la saga horror di Silent Hill occupandosi della colonna sonora della serie dal 1999 fino all'addio da Konami alla fine del 2009.
Sia nel primo che nel secondo episodio di Silent Hill, i brani di Yamaoka sono tutti strumentati e privi di vocalist.
Solo da Silent Hill 3 in poi, Yamaoka inviterà Melissa Williamson (nome d'arte di Mary Elizabeth McGlynn) a cantare tre brani: You're not here, Letter - From the Lost Days e due versioni differenti di I Want Love.
Sempre per Silent Hill 3, Yamaoka collabora anche con il compositore Joe Romersa per comporre il brano Hometown (un riadattamento della main theme del primo Silent Hill e di cui lo stesso Romersa ne assume il ruolo di vocalist).
Nella colonna sonora ufficiale di Silent Hill 3 inoltre è presente una bonus track (Rain of Brass Petals) cantata da Interlace (nome d'arte di Oscar Wilkenson).
Prima di dedicarsi a Silent Hill 4: The Room, Akira si dedica alla stesura di alcuni pezzi che sono presenti nella serie beatmania IIDX, Dance Dance Revolution EXTREME (dove viene ripresentato il brano You're not here di Silent Hill 3) e un paio di brani per il picchiaduro femminile Rumble Roses.
Si ritorna così a lavorare per la serie Silent Hill nel 2004. Lo stesso Yamaoka non solo è compositore e sound director ma è addirittura produttore del quarto episodio della serie.
Con questo quarto episodio, si rinnova la collaborazione con Mellissa Williamson (che canta Tender Sugar, Your Rain, Room of Angel e una bonus track: Waiting for You - live at HEAVEN'S NIGHT) e con Joe Romersa (cantante di "Cradel of Forest").
Dopo Silent Hill 4, Yamaoka continua a comporre per altri titoli targati Konami (in particolare beatmania IIDX: Happy Sky e Dance Dance Revolution EXTREME 2).
Nel gennaio 2006, Yamaoka pubblica il suo primo album: iFUTURELIST (distribuito solamente nel mercato orientale).

Sempre nel 2006, la Sony Pictures Entertainment lo vuole come compositore nel riadattamento cinematografico di Silent Hill. Nel film sono presenti diversi brani di tutti e quattro gli episodi della saga.

Yamaoka inoltre assume anche le vesti di produttore esecutivo del film.
Nel frattempo, Akira ha avuto anche occasione di lavorare per la colonna sonora del primo titolo di Silent Hill uscito su PSP (e solo in un secondo momento su PlayStation 2) chiamato Silent Hill: Origins (e anche qui Melissa Williamson e Joe Romersa hanno partecipato). In questa OST, Mary Elizabeth McGlynn canta Shot down in flames, O.R.T., Blow Back e Hole in the Sky.
Il 27 maggio 2006 Yamaoka ha partecipato alla rassegna musicale PLAY! A Video Game Symphony a Chicago supportato da un'orchestra.
Continua tra l'altro il suo contributo alla saga di Silent Hill: è infatti compositore anche del quinto episodio della serie (Silent Hill: Homecoming) e sempre con Mary Elizabeth McGlynn come cantante (le canzoni sono One More Soul to the Call, Old Friend, The Sacred Line e Soldiers Orders).

Secondo una recente intervista, da poco ultimato Silent Hill: Homecoming, Akira starebbe lavorando su un altro importante progetto che era presumibilmente Silent Hill: Shattered Memories, re-imagining del primo episodio della serie. Yamaoka ha composto una colonna sonora inedita rinnovando la consolidata collaborazione con Mary Elizabeth McGlynn e Joe Romersa. Tra le OST del gioco spicca una reinterpretazione di Always on My Mind, classico di Elvis Presley. Altri brani cantati sono Hell Frozen Rain, Acceptence e When you're gone.
Dopo l'ultimo Silent Hill Shattered Memories (Wii, PSP, PS2) Yamaoka ha lasciato il suo posto di lavoro presso Konami e si è accasato in Grasshoper Interactive al servizio di Gōichi Suda. Dopo aver effettuato alcuni brani demo per No More Heroes 2: Desperate Struggle, Akira lavora al primo vero progetto da quando ha abbandonato Konami: il gioco è Shadows of the Damned e anche questa volta ha collaborato con Mary Elizabeth McGlynn e Joe Romersa.
Nel 2011 lancia un'iniziativa benefica, Play for Japan, volta a ricavare fondi per beneficenza a seguito del disastroso Terremoto del Giappone del 2011
Nel 2012 Yamaoka partecipa ad altri due progetti di Grasshoper Interactive: Sine Mora e Lollipop Chainsaw . Da segnalare poi il ritorno sul franchise Silent Hill in quanto si è occupato della colonna sonora per la seconda pellicola cinematografica (Silent Hill: Revelation 3D).
Nel 2013 Yamaoka partecipa sempre con la Grasshopper Interattive alla realizzazione di Killer Is Dead
Nel 2015 alla fine di ottobre, Yamaoka e la sua band si esibiscono in nove eventi live in varie città del Regno Unito, intitolati "Silent Hill Live".
Nel luglio del 2016 Yamaoka si esibisce al BitSummit 4° indie game festival in Kyoto.

## Discografia e colonne sonore
| Other works | Other works                            | Other works                                        | Other works                                                           |
| Anno        | Titolo                                 | Ruolo                                              | Co-compositore                                                        |
| ----------- | -------------------------------------- | -------------------------------------------------- | --------------------------------------------------------------------- |
| 1991        | Smart Ball                             | Composizione                                       | con Yasuhiko Fukuda e Manabu Saito                                    |
| 1994        | Sparkster: Rocket Knight Adventures 2  | Composizione                                       | con Michiru Yamane e Aki Hata                                         |
| 1994        | Sparkster                              | Composizione                                       | con Kazuhiko Uehara, Masahiro Ikariko, Michiru Yamane, e M. Matsuhira |
| 1994        | Snatcher                               | Composizione                                       |                                                                       |
| 1996        | Lightning Legend                       | Composizione                                       | con Ohamo Kotetsu, Matamata, Hitofumi Ushima, e Yasuo Asai            |
| 1996        | Speed King                             | Composizione                                       |                                                                       |
| 1997        | International Superstar Soccer Pro     | Composizione                                       |                                                                       |
| 1997        | Poy Poy                                | Composizione                                       |                                                                       |
| 1998        | Kensei: Sacred Fist                    | Composizione                                       | Kyoran Suzuki e Norikazu Miura                                        |
| 1998        | International Superstar Soccer Pro '98 | Composizione                                       |                                                                       |
| 1999        | Silent Hill                            | Composizione, Direzione del Suono, Audio Mastering |                                                                       |
| 2000        | Gradius III & IV                       | Composizione                                       |                                                                       |
| 2001        | Silent Hill 2                          | Composizione, Direzione del Suono, Audio Mastering |                                                                       |
| 2002        | Contra: Shattered Soldier              | Composizione                                       | con Sōta Fujimori                                                     |
| 2003        | Silent Hill 3                          | Composizione, Direzione del Suono, Audio Mastering |                                                                       |
| 2004        | Rumble Roses                           | Composizione                                       | con molti altri                                                       |
| 2004        | Silent Hill 4: The Room                | Composizione, Direzione del Suono, Audio Mastering |                                                                       |
| 2006        | iFuturelist                            | Composizione                                       |                                                                       |
| 2006        | Silent Hill (film)                     | Composizione, Produttore Esecutivo                 |                                                                       |
| 2006        | Rumble Roses XX                        | Composizione                                       | con molti altri                                                       |
| 2007        | Silent Hill: Origins                   | Composizione, Direzione del Suono, Audio Mastering |                                                                       |
| 2008        | Silent Hill: Homecoming                | Composizione, Direzione del Suono, Audio Mastering |                                                                       |
| 2009        | Silent Hill: Shattered Memories        | Composizione, Direzione del Suono, Audio Mastering |                                                                       |
| 2010        | No More Heroes2: Desperate Struggle    | Composizione                                       | con molti altri                                                       |
| 2011        | Play for Japan: The Album              | Ideazione, Composizione                            | con molti altri                                                       |
| 2011        | Shadows of the Damned                  | Composizione                                       |                                                                       |
| 2011        | Rebuild of Evangelion: Sound Impact    | arrangiamento di alcuni brani di Shirō Sagisu      |                                                                       |
| 2011        | Sdatcher                               | Composizione                                       |                                                                       |
| 2012        | Liberation Maiden                      | Produzione audio                                   |                                                                       |
| 2012        | Sine Mora                              | Composizione                                       |                                                                       |
| 2012        | Lollipop Chainsaw                      | Composizione                                       |                                                                       |
| 2012        | Silent Hill: Revelation 3D             | Composizione                                       | con Jeff Danna                                                        |
| 2013        | Killer Is Dead                         | Composizione                                       |                                                                       |
| 2021        | The Medium                             | Composizione                                       | con Arkadiusz Reikowski                                               |
| 2024        | Silent Hill 2                          | Composizione                                       |                                                                       |
| 2025        | Silent Hill F                          | Composizione                                       | con Kensuke Inage                                                     |